# Червоний шум
Червоний шум (броунівський шум) — шумовий сигнал, який відтворює броунівський рух. Через те, що англійською він називається Brown (Brownian) noise, його назву часто перекладають як коричневий шум. Нагадує шум від близького водоспаду.

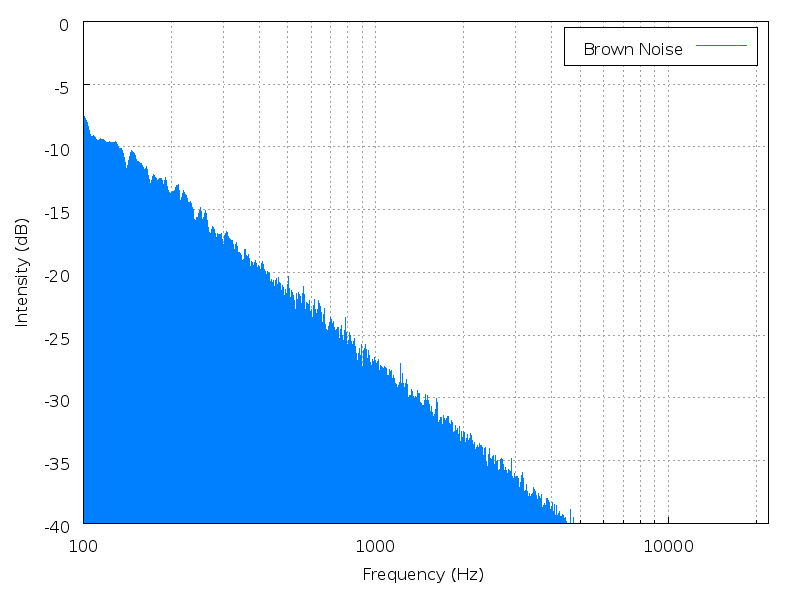
Спектр червоного шуму

Спектральна густина червоного шуму пропорційна 1/f2, де f — частота. Це означає, що на низьких частотах шум має більше енергії, навіть більше, ніж рожевий шум. Енергія шуму падає на 6 децибел на октаву. Акустичний червоний шум чується як приглушений, у порівнянні з білим або рожевим.